# مايكل أبلتون
مايكل أبلتون (بالإنجليزية: Michael Appleton)‏ (4 ديسمبر 1975 بسالفورد في المملكة المتحدة - ) هو مدرب كرة قدم ولاعب كرة قدم بريطاني في مركز الوسط. لعب مع بريستون نورث إيند وغريمسبي تاون ومانشستر يونايتد ووست بروميتش ألبيون ولينكولن سيتي أف سي ونادي ويمبلدون.

## وصلات خارجية
- مايكل أبلتون على موقع قاعدة بيانات كرة القدم.إي يو (الإنجليزية)
- مايكل أبلتون على موقع Soccerbase.com (لاعب) (الإنجليزية)
- مايكل أبلتون على موقع Soccerbase.com (مدرب) (الإنجليزية)